# Føderation
 For alternative betydninger, se Føderation (flertydig). (Se også artikler, som begynder med Føderation)
En føderation eller forbundsstat er en statsdannelse, der er en sammenslutning af flere delstater. Her fastlægger en fælles grundlov, hvilke beføjelser hhv. det fælles parlament og delstatsparlamenterne har. Eksempler på føderationer er Tyskland (Bundesrepublik Deutschland, dvs. forbundsrepublikken Tyskland), Rusland (Rossijskaja Federatsija, dvs. den Russiske Føderation) og USA (United States of America, dvs. Amerikas forenede (del-)stater).